# Ex-tempo
Ex-tempo er en særlig ekstemporerende sangform – deraf navnet – som stammer fra Trinidad og Tobago.
Der er mindst to solister som konkurrerer mod hinanden. Man duellerer i en spontan, uforberedt 'ordkrig på sladder og bagvaskelse' hvor det handler om at hænge modstanderen ud på en måde så publikum griner og morer sig. Alle emner er tilladt.
Man synger til en kendt, langsom og traditionel calypso-melodi som publikum kender og så gælder det om – på skift – at synge mod hinanden. Der skal være enderim og fyndige pointer der slutter på 'beatet' som solidt gør grin med modstanderen. Ofte handler det om pikante historier der hører til privatlivets fred. Stilen kaldtes også ofte for picong da de pikante historier var det mest interessante. Man må give op når man er udgået for ord eller historier eller – og det er det værste – er begyndt at gentage sig selv. Ofte bliver der sunget 40-50 vers før en vinder er fundet.
De bedste ex-tempo-sangere kan henimod slutningen af et vers blot antyde hvad de ville slutte teksten med, på en sådan måde at publikum selv tænker og synger historien færdigt. Dette er meget effektivt og udløser den største jubel.
Stilen har været populær i hele det 20. århundrede, men er ved at uddø da de unge er tiltrukket af moderne stilarter. En af de bedste ex-tempo sangere var afdøde Lord Pretender. I nyere tid har Winston 'Gypsy' Peters været en mester. Der findes kun få pladeoptagelser med ex-tempo der var en her-og-nu oplevelse.